# 007/カジノ・ロワイヤル (2006年の映画)
『007/カジノ・ロワイヤル』（原題: Casino Royale）は、2006年のスパイアクション映画。イーオン・プロダクションズの「ジェームズ・ボンド」シリーズの第21作目で、イアン・フレミングが1953年に発表した同名の小説の3度目の映画化作品。監督はマーティン・キャンベル、脚本はニール・パーヴィス、ロバート・ウェイド、ポール・ハギスで、ダニエル・クレイグが架空のMI6諜報員ジェームズ・ボンドを演じる最初の作品であり、イーオン・プロダクションズがメトロ・ゴールドウィン・メイヤー、コロンビア ピクチャーズと共同製作した。

## ストーリー
プラハでの内部汚職の根を絶ち、殺しのライセンス・00（ダブルオー）を得たボンド（ダニエル・クレイグ）はマダガスカルで、ある爆弾密造人の監視をしていた。監視に気付いてアフリカ某国の大使館に逃げ込んだその男の携帯電話に残されたメッセージ「エリプシス」の糸を手繰り、ボンドはバハマのホテルへ向かう。そこでメッセージの送信者である武器商人ディミトリオス（シモン・アブカリアン）と、その妻ソランジュ（カテリーナ・ムリーノ）と接触したボンドは、マイアミ国際空港で披露される超大型旅客機の爆破計画を知る。この計画に絡んでいるとして、ボンドはM（ジュディ・デンチ）からル・シッフル（マッツ・ミケルセン）という男の情報を得る。
ル・シッフル（後にスペクターの下部組織の一員と判明）は世界各国のテロ組織から預かった資金をマネーロンダリングしつつ運用しており、今回は大型旅客機製造会社「スカイフリート」の株の空売りを仕込んだ上で、同社が製造した超大型旅客機「スカイフリートS570」をマイアミのお披露目式で爆破することで、スカイフリート社の株価を暴落させて巨額の利益を得ようとしていた。「エリプシス」はマイアミ空港の従業員出入口を開けるためのパスコードだった。しかし、旅客機の爆破をボンドによって阻止されたことで、ル・シッフルは投機に失敗する。
巨額の金を失ったル・シッフルは、テロ組織に返済する資金を稼ぐためにモンテネグロの「カジノ・ロワイヤル」にて開催されるポーカーゲームに参加する。ボンドもそのゲームに参加し、国の資金を使ってテロ資金稼ぎを阻止するよう命じられ、監視役として派遣されてきた金融活動部（FATF）のヴェスパー・リンド（エヴァ・グリーン）とともにモンテネグロへ向かう。

## キャスト
| 役名                           | 俳優                         | 日本語吹替                                        | 日本語吹替                                   |
| 役名                           | 俳優                         | ソフト版                                          | テレビ朝日版                                 |
| ------------------------------ | ---------------------------- | ------------------------------------------------- | -------------------------------------------- |
| ジェームズ・ボンド             | ダニエル・クレイグ           | 小杉十郎太                                        | 藤真秀                                       |
| ヴェスパー・リンド             | エヴァ・グリーン             | 岡寛恵                                            | 冬馬由美                                     |
| ル・シッフル                   | マッツ・ミケルセン           | 中多和宏                                          | 藤原啓治                                     |
| M                              | ジュディ・デンチ             | 此島愛子                                          | 沢田敏子                                     |
| フィリックス・ライター         | ジェフリー・ライト           | 辻親八                                            | 石田圭祐                                     |
| ルネ・マティス                 | ジャンカルロ・ジャンニーニ   | 菅生隆之                                          | 西村知道                                     |
| ソランジュ・ディミトリオス     | カテリーナ・ムリーノ         | 北西純子                                          | 山像かおり                                   |
| アレックス・ディミトリオス     | シモン・アブカリアン         | いずみ尚                                          | 横島亘                                       |
| スティーブン・オバンノ         | イザック・ド・バンコレ       | 江川央生                                          | 大友龍三郎                                   |
| ミスター・ホワイト             | イェスパー・クリステンセン   | 伴藤武                                            | 大塚芳忠                                     |
| ヴァレンカ                     | イワナ・ミルセヴィッチ       | 東條加那子                                        | 北西純子                                     |
| ヴィリアーズ                   | トビアス・メンジーズ         |                                                   | 川本克彦                                     |
| カルロス                       | クラウディオ・サンタマリア   | 吹替なし                                          | 吹替なし                                     |
| モロカ                         | セバスチャン・フォーカン     | セリフなし                                        | セリフなし                                   |
| ドライデン                     | マルコム・シンクレア         | 浦山迅                                            | 中博史                                       |
| アドルフ・ゲットラー           | リチャード・サメル           |                                                   | 勝沼紀義                                     |
| メンデル                       | ルドガー・ピストール         | 塾一久                                            | 仲野裕                                       |
| カーター                       | ジョセフ・ミルソン           |                                                   |                                              |
| 株式仲買人                     | トム・シャドボン             |                                                   | をはり万造                                   |
| インファンテ                   | エイド                       | 朝倉栄介                                          | 乃村健次                                     |
| マダム・ウー                   | ツァイ・チン                 | セリフなし                                        | セリフなし                                   |
| ディーラー                     | ダニエル・アンドレアス       | 風間秀郎                                          | 宗矢樹頼                                     |
| トーナメント責任者             | カーロス・リール             | 金子達                                            | 堀川仁                                       |
| オーシャンクラブの受付嬢       | クリスティーナ・コール       | 一木美名子                                        | 武田華                                       |
| シュルツ                       | ユルゲン・タラッハ           | 大西健晴                                          | かぬか光明                                   |
| 女性ディーラー                 | ジェシカ・ミラー             | 川庄美雪                                          | 橘凜                                         |
| 医師                           | ポール・バッターチャージー   | 近藤広務                                          | 岡哲也                                       |
| 医師                           | クリスピン・ボナム＝カーター | 中村浩太郎                                        | 小松史法                                     |
| 技術スタッフ                   | サイモン・コックス           | 丸山壮史                                          | 林和良                                       |
| 技術スタッフ                   | レベッカ・ゲッシングス       | 永吉ユカ                                          | 亀岡真美                                     |
| ホテル・スプレンディドの受付嬢 | レジーナ・ガバジョーヴァ     |                                                   | 田中晶子                                     |
| その他                         |                              | かつまゆう 小松史法                               |                                              |
| 日本語版制作スタッフ           |                              |                                                   |                                              |
| 演出                           |                              | 三好慶一郎                                        | 鍛治谷功                                     |
| 翻訳                           |                              | 松崎広幸                                          | 前田美由紀                                   |
| 調整                           |                              | オムニバス・ジャパン                              | 長井利親                                     |
| プロデューサー                 |                              |                                                   | 上田めぐみ 小久保聡 水谷圭 吉川大祐 山田兼司 |
| 制作                           |                              | 東北新社                                          | ブロードメディア                             |
| 初回放送                       |                              | 2012年11月28日 『水曜プレミアシネマ』 21:00-23:24 | 2009年10月11日 『日曜洋画劇場』 21:00-23:39  |

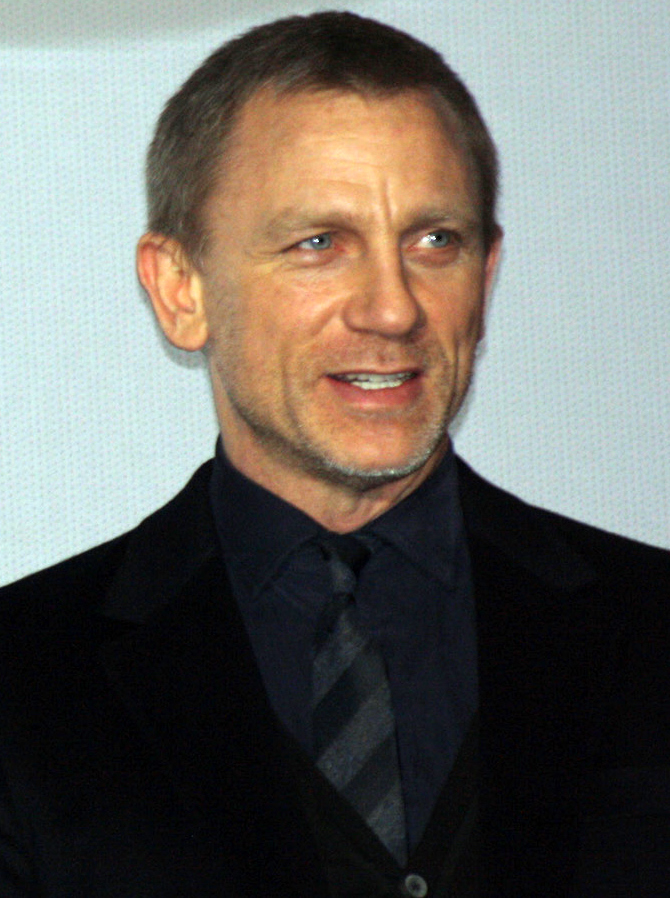
主演のダニエル・クレイグ

- ソフト版：20世紀フォックス ホーム エンターテイメント ジャパンから発売のDVD/BDに収録
- テレビ朝日版：キングレコードから発売の特別版DVDにカット部分を追加収録した『吹替完声版』を収録

※2019年12月18日発売の「007／ダニエル・クレイグ　4K ULTRA HD BOX〈8枚組〉 Blu-ray」の4K ULTRA HDディスクには2種類の吹き替え版を全て収録。

## スタッフ
- 監督 - マーティン・キャンベル
- 製作総指揮 - アンソニー・ウェイ、カラム・マクドゥガル
- 製作 - マイケル・G・ウィルソン、バーバラ・ブロッコリ
- 原作 - イアン・フレミング
- 脚本 - ニール・パーヴィス 、ロバート・ウェイド、ポール・ハギス
- 音楽 - デヴィッド・アーノルド
- 主題歌 - クリス・コーネル
- 撮影 - フィル・メヒュー
- 編集 - スチュアート・ベアード
- プロダクション・デザイン - ピーター・ラモント

## 解説
ティモシー・ダルトン主演第15作『007/リビング・デイライツ』以来のイアン・フレミングの小説が原作となっている。また、今作品のラストシーン（イタリアでボンドがホワイトを襲撃するシーン）と、次作『007/慰めの報酬』の冒頭シーン（ボンドがホワイトをカーチェイスの上、イタリアのMI6の拠点まで搬送するシーン）がシンクロしており、次作『007/慰めの報酬』は本作の続編かつオリジナル脚本による作品となった。本作は正確にはリメイクとなるが、1967年の旧作は原作を大幅に逸脱したパロディ作品だった。今回のリメイク作は原作（フレミングによる一連のボンド作品の第1作目）に比較的忠実になっている。ピアース・ブロスナンは4本のボンド映画に出演する契約を結んでいたが、途中で降板してしまい、後任には「200人の候補名」があがったという。結局、ボンド役はダニエル・クレイグに決定した。
それまでのボンド映画とは別の、新しいボンド映画の1作目である。そのため、ボンドは1968年4月13日生まれに設定され、冷戦時代にボンドはスパイとして活躍していないなど、それまでの設定とは異なっている（それまでは、ショーン・コネリー（初代）～ロジャー・ムーア（3代目）が演じたボンドは1920年代生まれで、ティモシー・ダルトン（4代目）、ピアース・ブロスナン（5代目）、ダニエル・クレイグ（6代目）のボンドはそれぞれの俳優が誕生した年がボンドの産まれた年となった）。そのため、ジュディ・デンチ演じるMも性格の異なった新しいMとなっている。
1967年に公開された第1作目の『カジノ・ロワイヤル』はコロムビア映画作品（現・ソニー）。1990年代に入りソニーは『ネバーセイ・ネバーアゲイン』のプロデューサーと組んで別の007シリーズを開始しようとしたため、製作会社であるメトロ・ゴールドウィン・メイヤー（MGM）とイーオン・プロダクションズ、及びその親会社であるダンジャックとの法廷闘争に発展した。しかし、その後にソニーがMGMを買収したことから、シリーズ続編製作の権利を得た。

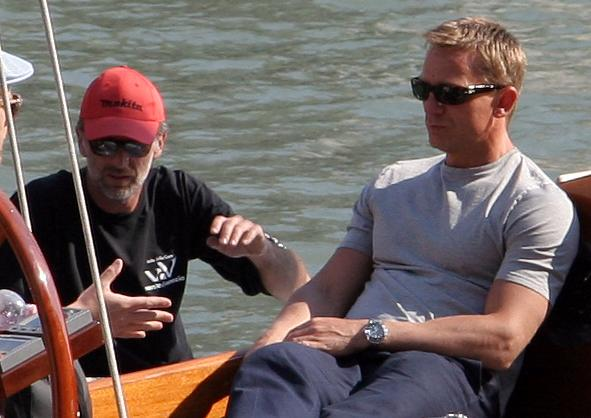
ダニエル・クレイグ（右）

前作までの配役で変わっていないのはM役のジュディ・デンチのみ。シリーズ従来のレギュラーキャストであるマネーペニーとQは今作には登場しない。フィリックス・ライターはシリーズ初の黒人となった。ボンドガールの候補者は、アンジェリーナ・ジョリー、シャーリーズ・セロンや、オドレイ・トトゥ（フランス）らが候補にあがったが、2006年2月にエヴァ・グリーン（フランス）に決定した。
ボンド候補者になった俳優は、アレックス・オロックリン、ゴラン・ヴィシュニック、ヘンリー・カヴィル、ユアン・スチュワート、ジュリアン・マクマホン、ダグレイ・スコット、ジェームズ・ピュアフォイ、ヒュー・ジャックマン、クライヴ・オーウェン、ヨアン・グリフィズ、クリスチャン・ベール、エリック・バナ、コリン・ファレル、ジュード・ロウ、オーランド・ブルーム、ジョシュ・ブローリン、ベン・アフレックなど。三代目ボンドを演じたロジャー・ムーアの長男ジョフリーも有力な候補者の一人だった。当初、ユアン・マクレガーがボンド役にオファーされたが、タイプキャスト（同じような役柄を繰り返し演じることでイメージが固定されること）を恐れて断ったため、ダニエル・クレイグにオファーがされた。前作まで主役を演じたピアース・ブロスナンも意欲を示していたが、作品中のジェームズ・ボンドの年齢設定が若く起用が見送られた。
他のキャストではジェシカ・アルバがボンド・ガールに立候補し、ベン・キングスレー、ジョン・トラボルタ、アラン・リックマンらが悪役を熱望した。
ファッション・センスあふれるボンドが着用したのは、スーツ・タキシードはイタリアのブリオーニ、サングラスはイタリアのアイウェアメーカーのペルソール、靴は英国のジョン・ロブである。
香水はサンタ・マリア・ノヴェッラの柘榴の香りが登場した。
ボンドは、シャンパンのボランジェのグランダネを注文した。
爆弾密造人モロカを演じたセバスチャン・フォーカンは、作中の追跡シーンでパルクールの技を披露しており、ダニエル・クレイグも彼から技術を学んでいる。
製作協力しているヴァージン・アトランティック航空のリチャード・ブランソン会長が、マイアミ国際空港のシーンにカメオ出演している。しかし2007年4月21日、ブリティッシュ・エアウェイズが、同社の機内上映版でブランソン会長の出演部分と、ヴァージン機の尾翼の写ったシーンをカットすると発表し、物議をかもした。

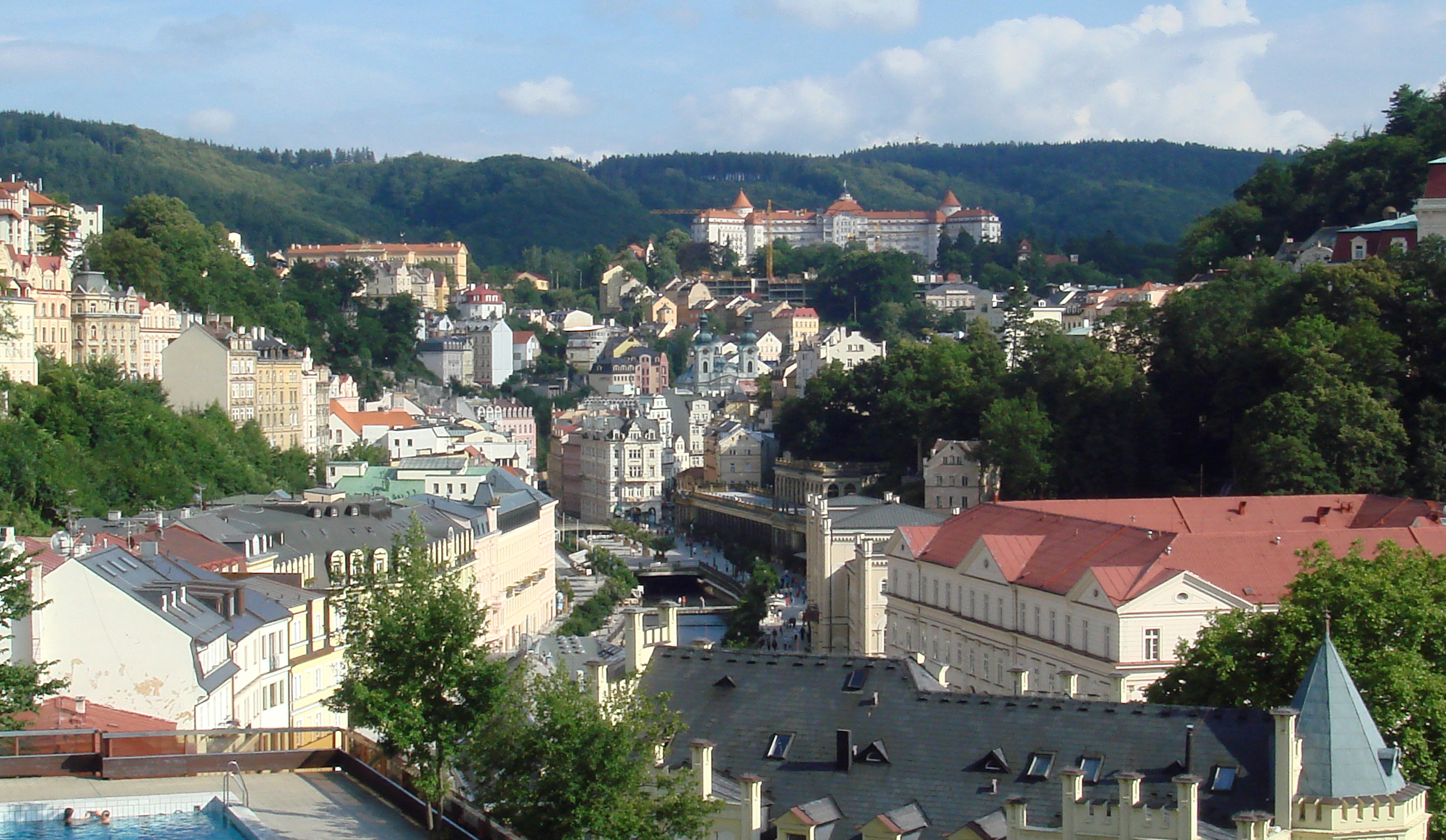
カルロヴィ・ヴァリ

撮影地はカルロヴィ・ヴァリ（チェコの温泉）、プラハ、バハマ、イタリア、イギリス。
2006年7月30日にカジノ・ロワイヤルの撮影が行われているロンドン郊外のパインウッド撮影所で火災が発生し、撮影に使われているセットなどが灰になってしまった。しかし、撮影はすでに終了し、セットは解体の最中だったので、作品には殆ど影響がない。
『ワールド・イズ・ノット・イナフ』、『ダイ・アナザー・デイ』と2作続けてドルビーデジタル・サラウンドEXで音響製作されていたが、本作以降は通常のドルビーデジタルに戻っている。

## 主題歌
サウンドガーデン、オーディオスレイヴのヴォーカリスト、クリス・コーネルが起用され、映画とは別タイトルの"You Know My Name"を歌った。イギリスのチャートでは、最高位7位と健闘したが、アメリカの「ビルボード」誌では、チャート入りを果たしたものの最高位81位だった。同サウンドトラック・アルバムは、チャート入りを果たせなかった。主題歌“You Know My Name”は、本作のサウンドトラック盤には収められていない。これはシリーズ開始以来、初めてのことである。

## 興行収入
興行収入は全世界で5億9420万ドルに達し、2002年の『007/ダイ・アナザー・デイ』の記録を破り、シリーズ最高記録を樹立。2012年に『007 スカイフォール』がその記録を更新した。 
映画評論サイトRotten Tomatoesで高い評価を受け支持率は95%となった。『シカゴ・サンタイムズ』のロジャー・イーバートは星4つの満点を付け、「私の45年間のボンド映画に関する批評に対して、私自身考えもしなかった答えを導き出した」と語っている。
本作はシリーズで初めて中華人民共和国で上映許可が下り、北京でプレミア上映も行われ、その後全国1000館以上において無修正で上映されることになった。
日本では2018年4月29日、東京国際フォーラムでオーケストラ演奏付きで上映された。

## Blu-ray/DVD
ソニー・ピクチャーズ エンタテインメントよりBlu-ray DiscとDVDが発売。
- Blu-ray
  - 007 カジノ・ロワイヤル　品番：BRS-43508　発売日：2007年5月23日
  - 007 カジノ・ロワイヤル スペシャル・エディション　品番：BRL-43508　発売日：2008年12月19日（2枚組）
  - 007 カジノ・ロワイヤル　品番：BLU-43508　発売日：2010年4月16日
- DVD
  - 007 カジノ・ロワイヤル デラックス・コレクターズ・エディション　品番：SDL-43508　発売日：2007年5月23日（2枚組）
  - 007 カジノ・ロワイヤル　品番：TSDD-43508　発売日：2007年5月23日
  - 007 カジノ・ロワイヤル スペシャル・エディション　品番：TSAT-43508　発売日：2008年12月19日（3枚組）
  - 007 カジノ・ロワイヤル デラックス・コレクターズ・エディション　品番：TSAD-43508　発売日：2009年6月26日
  - 007 カジノ・ロワイヤル デラックス・コレクターズ・エディション　品番：TSAW-43508　発売日：2009年12月2日
  - 007 カジノ・ロワイヤル デラックス・コレクターズ・エディション　品番：TSAY-43508　発売日：2010年4月28日
  - 007 カジノ・ロワイヤル　品番：OPL-43508　発売日：2011年2月23日

20世紀フォックス ホーム エンターテイメント ジャパンよりBlu-ray DiscとDVDが発売。
キングレコードよりTV放送吹替初収録特別版DVDが発売。
- DVD
  - 007/カジノ・ロワイヤル【TV放送吹替初収録特別版】　品番：KIBF-1121　発売日：2013年5月8日
  - 007/カジノ・ロワイヤル【TV放送吹替初収録特別版】　品番：KIBF-4191　発売日：2015年7月8日

ワーナー・ブラザース ホームエンターテイメントよりBlu-ray DiscとDVDが発売。NBCユニバーサルが販売。
- Blu-ray
  - 007/カジノ・ロワイヤル　品番：1000782364　発売日：2020年11月11日
- DVD
  - 007/カジノ・ロワイヤル　品番：1000782365　発売日：2020年11月11日

## その他
- 本作でカースタントを担当したベン・コリンズは、『007/慰めの報酬』と『007 スカイフォール』でも起用されている[45]。
- 劇中でボンドが着用する腕時計は、オメガの「シーマスター ダイバー 300M」と「シーマスター プラネット・オーシャン」である[46]。撮影でダニエル・クレイグが実際に使った時計「シーマスター・プラネット・オーシャン」は、2007年4月にジュネーブ市内のホテルで行われたオークションで、15万6千ユーロで落札された[47]。
- 劇中に登場する新型の超大型旅客機「スカイフリートS570」は完全な架空機であり、撮影には模型とCGの他、ボーイング747-200Bが改造の上使用された。使用された747-200Bはブリティッシュ・エアウェイズなどで運航された後、2005年よりサリー州のダンスフォールド飛行場で保存されているG-BDXJ機で、4基のエンジンを換装[48]の上使用された。撮影に使用されたG-BDXJ機は現在もこの形態のままダンスフォールド飛行場で保存されている。